# Potrkuša
Potrkuša (en cyrillique : Потркуша) est un village de Bosnie-Herzégovine. Il est situé dans la municipalité de Goražde, dans le canton du Podrinje bosnien et dans la fédération de Bosnie-et-Herzégovine. Selon les premiers résultats du recensement bosnien de 2013, il compte 256 habitants.

## Géographie
Potrkuša est située sur la rive gauche de la Drina.

## Démographie

### Évolution historique de la population
| 1948 | 1953 | 1961 | 1971 | 1981 | 1991 | 2013 |
| ---- | ---- | ---- | ---- | ---- | ---- | ---- |
| -    | -    | 112  | 125  | 124  | 144  | 256  |

|  |

### Répartition de la population par nationalités (1991)
En 1991, les 144 habitants du village étaient tous Musulmans (bosniaques).